# (15247) 1989 WS
(15247) 1989 WS là một tiểu hành tinh vành đai chính. Nó được phát hiện bởi Seiji Ueda và Hiroshi Kaneda ở Kushiro, Hokkaidō, Nhật Bản, ngày 20 tháng 11 năm 1989.